# روي روجرز (كرة سلة)
روي روجرز (بالإنجليزية: Roy Rogers)‏ مواليد 19 أغسطس 1973 في ليندن، هو لاعب كرة سلة أمريكي سابق تحول إلى التدريب بعد الاعتزال بدأ مسيرته الاحترافية في سنة 1996 حيث تم اختياره من قبل فريق فانكوفر جريزليز خلال الدرافت وهو مدرب مساعد لفريق هيوستن روكتس في الرابطة الوطنية لكرة السلة. يبلغ طوله 6 قدم 10 بوصة (2.1 م). اعتزل اللعب في 2004.

## فرق لعب لها
- فانكوفر جريزليز
- بوسطن سيلتكس
- تورونتو رابتورز
- دنفر ناغتس
- نادي سسكا موسكو لكرة السلة

## إحصائيات المسيرة

### الموسم الاعتيادي
| السنة                                          | الفريق          | لعب | بدأ | دقيقة | ميداني% | ثلاثية | حرة  | ارتداد | صنع | استلاب | تصدي | نقطة |
| ---------------------------------------------- | --------------- | --- | --- | ----- | ------- | ------ | ---- | ------ | --- | ------ | ---- | ---- |
| 1996–97                                        | ميمفيس غريزليس  | 82  | 50  | 22.5  | .505    | 1.000  | .574 | 4.7    | .6  | .3     | 2.0  | 6.6  |
| 1997–98                                        | بوسطن سيلتكس    | 9   | 0   | 4.1   | .375    | .000   | .500 | .6     | .1  | .2     | .4   | .8   |
| 1997–98                                        | تورونتو رابتورز | 6   | 0   | 11.5  | .353    | .000   | .250 | 2.0    | .2  | .2     | .7   | 2.2  |
| الدوري الأمريكي لكرة السلة للمحترفين 1999–2000 | دنفر ناغتس      | 40  | 0   | 8.9   | .398    | .000   | .463 | 2.0    | .2  | .0     | 1.0  | 2.2  |
| المسيرة                                        |                 | 137 | 50  | 16.9  | .483    | .500   | .532 | 3.5    | .4  | .2     | 1.5  | 4.8  |

## روابط خارجية
- روي روجرز على موقع إن بي أي (الإنجليزية)
- روي روجرز على موقع سبورتس رفرنس (الإنجليزية)
- روي روجرز على موقع كرة السلة الأوروبية.كوم (الإنجليزية)
- روي روجرز على موقع كلية كرة السلة في سبورتس رفرنس.كوم (الإنجليزية)
- روي روجرز على موقع ريلجم (الإنجليزية)
- روي روجرز على موقع بروبوليرز (الإنجليزية)
- روي روجرز على موقع سبورتس رفرنس (الإنجليزية)
- روي روجرز على موقع سبورتس رفرنس (الإنجليزية)